# Victor Meunier
Pour les articles homonymes, voir Meunier.
Victor Meunier est un écrivain scientifique et militant socialiste français né le 4 mai 1817 à Paris où il est mort le 23 août 1903.
Avec son épouse Isabelle-Mary Hack, première traductrice de l'écrivain Edgar Allan Poe, ils ont deux fils, Stanislas Meunier et Lucien-Victor Meunier.

## Biographie
Après avoir été un socialiste militant durant les années 1848-1850, Victor Meunier joua un rôle considérable dans le mouvement de vulgarisation scientifique qui s'accentua à partir des années 1850-1860. Rédacteur du feuilleton scientifique de La Presse jusqu'en 1855, en remplacement de l'abbé Moigno, il laissa sa place à Louis Figuier pour fonder L'Ami des Sciences en 1855 ainsi que la Presse des enfants. Entre 1867 et 1870, il prend la direction de la revue Cosmos qu'il radicalise.
Il fut aussi rédacteur pour L'Écho du monde savant, La Phalange, la Revue synthétique, le Courrier de l'industrie, etc.
Son épouse fit paraître la traduction de Poë dans la revue fouriériste La Démocratie pacifique de la nouvelle Le Chat noir, parue le 27 janvier 1847.

## Publications
Naturaliste de valeur, il publia :
- Embryologie comparée
- Histoire philosophique du progrès de la zoologie générale, Paulin, 1840
- Les grandes chasses, Hachette, Bibliothèque des merveilles, 1867
- Les grandes pêches, Hachette, Bibliothèque des merveilles, 1868
- Les Animaux d'autrefois, Alfred Mame et Fils, 1869
- Les Singes domestiques, M. Dreyfous, 1886
- Histoires de perroquets, 1897